# 1902 год
1902 (ты́сяча девятьсо́т второ́й) год  по григорианскому календарю — невисокосный год, начинающийся в среду. Это 1902 год нашей эры, 2‑й год 1‑го десятилетия XX века 2‑го тысячелетия, 3‑й год 1900‑х годов. Он закончился 123 года назад.
| Пн | Вт | Ср | Чт | Пт | Сб | Вс |
|    |    | 1  | 2  | 3  | 4  | 5  |
| 6  | 7  | 8  | 9  | 10 | 11 | 12 |
| 13 | 14 | 15 | 16 | 17 | 18 | 19 |
| 20 | 21 | 22 | 23 | 24 | 25 | 26 |
| 27 | 28 | 29 | 30 | 31 |    |    |

| Пн | Вт | Ср | Чт | Пт | Сб | Вс |
|    |    |    |    |    | 1  | 2  |
| 3  | 4  | 5  | 6  | 7  | 8  | 9  |
| 10 | 11 | 12 | 13 | 14 | 15 | 16 |
| 17 | 18 | 19 | 20 | 21 | 22 | 23 |
| 24 | 25 | 26 | 27 | 28 |    |    |

| Пн | Вт | Ср | Чт | Пт | Сб | Вс |
|    |    |    |    |    | 1  | 2  |
| 3  | 4  | 5  | 6  | 7  | 8  | 9  |
| 10 | 11 | 12 | 13 | 14 | 15 | 16 |
| 17 | 18 | 19 | 20 | 21 | 22 | 23 |
| 24 | 25 | 26 | 27 | 28 | 29 | 30 |
| 31 |    |    |    |    |    |    |

| Пн | Вт | Ср | Чт | Пт | Сб | Вс |
|    | 1  | 2  | 3  | 4  | 5  | 6  |
| 7  | 8  | 9  | 10 | 11 | 12 | 13 |
| 14 | 15 | 16 | 17 | 18 | 19 | 20 |
| 21 | 22 | 23 | 24 | 25 | 26 | 27 |
| 28 | 29 | 30 |    |    |    |    |

| Пн | Вт | Ср | Чт | Пт | Сб | Вс |
|    |    |    | 1  | 2  | 3  | 4  |
| 5  | 6  | 7  | 8  | 9  | 10 | 11 |
| 12 | 13 | 14 | 15 | 16 | 17 | 18 |
| 19 | 20 | 21 | 22 | 23 | 24 | 25 |
| 26 | 27 | 28 | 29 | 30 | 31 |    |

| Пн | Вт | Ср | Чт | Пт | Сб | Вс |
|    |    |    |    |    |    | 1  |
| 2  | 3  | 4  | 5  | 6  | 7  | 8  |
| 9  | 10 | 11 | 12 | 13 | 14 | 15 |
| 16 | 17 | 18 | 19 | 20 | 21 | 22 |
| 23 | 24 | 25 | 26 | 27 | 28 | 29 |
| 30 |    |    |    |    |    |    |

| Пн | Вт | Ср | Чт | Пт | Сб | Вс |
|    | 1  | 2  | 3  | 4  | 5  | 6  |
| 7  | 8  | 9  | 10 | 11 | 12 | 13 |
| 14 | 15 | 16 | 17 | 18 | 19 | 20 |
| 21 | 22 | 23 | 24 | 25 | 26 | 27 |
| 28 | 29 | 30 | 31 |    |    |    |

| Пн | Вт | Ср | Чт | Пт | Сб | Вс |
|    |    |    |    | 1  | 2  | 3  |
| 4  | 5  | 6  | 7  | 8  | 9  | 10 |
| 11 | 12 | 13 | 14 | 15 | 16 | 17 |
| 18 | 19 | 20 | 21 | 22 | 23 | 24 |
| 25 | 26 | 27 | 28 | 29 | 30 | 31 |

| Пн | Вт | Ср | Чт | Пт | Сб | Вс |
| 1  | 2  | 3  | 4  | 5  | 6  | 7  |
| 8  | 9  | 10 | 11 | 12 | 13 | 14 |
| 15 | 16 | 17 | 18 | 19 | 20 | 21 |
| 22 | 23 | 24 | 25 | 26 | 27 | 28 |
| 29 | 30 |    |    |    |    |    |

| Пн | Вт | Ср | Чт | Пт | Сб | Вс |
|    |    | 1  | 2  | 3  | 4  | 5  |
| 6  | 7  | 8  | 9  | 10 | 11 | 12 |
| 13 | 14 | 15 | 16 | 17 | 18 | 19 |
| 20 | 21 | 22 | 23 | 24 | 25 | 26 |
| 27 | 28 | 29 | 30 | 31 |    |    |

| Пн | Вт | Ср | Чт | Пт | Сб | Вс |
|    |    |    |    |    | 1  | 2  |
| 3  | 4  | 5  | 6  | 7  | 8  | 9  |
| 10 | 11 | 12 | 13 | 14 | 15 | 16 |
| 17 | 18 | 19 | 20 | 21 | 22 | 23 |
| 24 | 25 | 26 | 27 | 28 | 29 | 30 |

| Пн | Вт | Ср | Чт | Пт | Сб | Вс |
| 1  | 2  | 3  | 4  | 5  | 6  | 7  |
| 8  | 9  | 10 | 11 | 12 | 13 | 14 |
| 15 | 16 | 17 | 18 | 19 | 20 | 21 |
| 22 | 23 | 24 | 25 | 26 | 27 | 28 |
| 29 | 30 | 31 |    |    |    |    |

## События
- 22 января — создана специальная комиссия по изучению потребностей сельского хозяйства под председательством С. Ю. Витте.
- 25 января — в России отменена смертная казнь.
- 30 января — заключение англо-японского союза.
- 13 февраля — Землетрясение в Шемахы унесло жизни более 3000 человек[1].
- 6 марта — братья Падрос и Хулиан Паласиосы открыли клуб под названием Madrid Football Club.
- 4 апреля — великий герцог Люксембургский Вильгельм Август Адольф отрёкся от престола в пользу своего сына Вильгельма Александра, правившего под именем Вильгельма IV[2].
- 15 апреля — убийство министра внутренних дел России Д. С. Сипягина эсером Степаном Балмашёвым.
- 18 апреля — арестован Иосиф Джугашвили (Сталин) во время незаконного собрания и сослан в Сибирь.
- 19 апреля — восстанием в Саваннакхете в Лаосе началось антифранцузское повстанческое Движение «счастливых людей», продолжавшееся до 1907 года[3].
- Май — официальный визит президента Франции Эмиля Лубе в Санкт-Петербург.
- 4 мая — первая политическая демонстрация в Баку[4].
- 6 мая — одно из крупнейших кораблекрушений XX века: в Бенгальском заливе было застигнуто циклоном близ Рангуна и потерпело крушение судно «Camorta»[англ.] под флагом Великобритании; число погибших составило 655 человек[5].
- 8 мая — извержение вулкана Мон-Пеле (Мартиника), приведшее к гибели около 20 000 человек[6].
- 13 мая — Прошло самое первое Эль Класико матч между командами Барселона (футбольный клуб) — Реал Мадрид
- 17 мая — королю Испании Альфонсо XIII исполнилось 16 лет. Он провозглашён совершеннолетним и получил полные права короля[7].
- 20 мая — в Гаване официально провозглашена Кубинская республика, поднят национальный флаг и спущен флаг США. Началась эвакуация американской армии[8].
- 31 мая — подписан мир, завершивший Англо-бурскую войну[9].
- 6 июля — Королевство Свазиленд провозглашено британским протекторатом[10].
- 20 октября — основана Одесская школа мукомолов[11].
- Начало ноября — 25 ноября — в Ростове-на-Дону прошла первая в России политическая стачка. Об этом событии В. И. Ленин писал: «Пролетариат впервые противопоставляет себя, как класс, всем остальным классам и царскому правительству»[12][13].

## Родились
См. также: Категория:Родившиеся в 1902 году
- 15 января — Фёдор Радчук, актёр театра и кино, народный артист Украинской ССР[14].
- 11 февраля — Любовь Петровна Орлова, советская актриса, лауреат двух Сталинских премий, народная артистка СССР.
- 26 февраля — Николай Петрович Старостин, советский футболист и хоккеист, основатель футбольного клуба «Спартак» (ум. 1996)[15].
- 15 мая — Эмилия Давыдовна Мильтон, советская киноактриса, сыгравшая фрау Заурих в телефильме «Семнадцать мгновений весны»[16].
- 29 мая — Иосиф Юльевич Каракис, советский архитектор, художник, один из самых плодовитых киевских зодчих[17].
- 18 июня — Борис Васильевич Барнет, советский кинорежиссёр[18].
- 27 июня — Георг Мальмстен (ум. 1981), финский певец, композитор и актёр[19].
- 9 июля — Артемий Айвазян, джазовый музыкант, создатель Государственного эстрадного оркестра Армении.
- 10 июля — Лемешев, Сергей Яковлевич, русский певец-тенор[20].
- 14 июля — Антон Кайндль, штандартенфюрер СС, комендант концлагеря Заксенхаузен (ум. в 1948).
- 8 августа — Поль Адриен Морис Дирак, английский физик, лауреат Нобелевской премии по физике (1933)[21].
- 21 августа — Сиири Ангеркоски, финская актриса театра и кино[22].
- 22 августа — Лени Рифеншталь, немецкий режиссёр[23].
- 24 августа — Фернан Бродель, французский историк[24].
- 20 октября — Адам Грюневальд, штурмбаннфюрер СС, комендант концлагеря Герцогенбуш (ум. в 1945).
- 4 ноября — Отто Фёршнер, штурмбаннфюрер СС, комендант концлагеря Дора-Миттельбау (ум. в 1946).
- 10 ноября — Эраст Павлович Гарин, советский актёр театра и кино, режиссёр, сценарист, народный артист СССР (ум. 1980)[25].
- 28 ноября — Жак-Филипп Мари Леклерк, французский военачальник, маршал Франции (посмертно) (ум. 1947).

## Скончались
См. также: Категория:Умершие в 1902 году
- 8 февраля — Нил Филатов — российский врач, основатель русской педиатрической школы[26].
- 5 мая — Брет Гарт, американский писатель.
- 4 июля — Вивекананда, индийский философ и общественный деятель (род. 1863).
- 22 июля – Терлецкий, Остап Степанович, украинский общественно-политический деятель социалистического толка, публицист, литературовед и историк (род. 1850).
- 11 августа — Иван Иванович Лавров, артист оперы и драмы[27].
- 29 сентября — Эмиль Золя, французский писатель[28].
- 3 декабря — Генрих Ландесман (род. 1821), австрийский писатель, философ и поэт известный под псевдонимом Иероним Лорм.

## Нобелевские премии[29]
- Физика — Хендрик Антон Лоренц, Питер Зееман — «За выдающиеся заслуги в исследованиях влияния магнетизма на радиационные явления».
- Химия — Герман Эмиль Фишер — «За эксперименты по синтезу веществ с сахаридными и пуриновыми группами».
- Медицина и физиология — Рональд Росс — «За работу по малярии, в которой он показал, как возбудитель попадает в организм, и тем самым заложил основу для дальнейших успешных исследований в этой области и разработки методов борьбы с малярией».
- Литература — Теодор Моммзен — «За монументальный труд „Римская история“».
- Премия мира — Эли Дюкоммен, Шарль Альбер Гоба.